# Lomariopsis orbiculata
Lomariopsis orbiculata là một loài dương xỉ trong họ Lomariopsidaceae. Loài này được Alston mô tả khoa học đầu tiên năm 1934.
Danh pháp khoa học của loài này chưa được làm sáng tỏ. 